# Dani Parejo
Daniel Parejo Muñoz (Coslada, Madrid, 16 de abril de 1989) es un futbolista español que juega como centrocampista en el Villarreal C. F. de la Primera División de España.

## Trayectoria

### Real Madrid Castilla
Nacido en Coslada, jugó en un equipo de barrio llamado La Espinilla para luego pasar a la cantera del CD Coslada hasta que en categoría cadete se incorporó al Real Madrid.
La temporada 2006-07 debutó con el Real Madrid Castilla en Segunda, pero no tuvo mucha continuidad. Sin embargo tras el europeo sub-19 en el que consiguió el gol de la victoria en la final, el jugador se convirtió en titular del filial blanco ya en segunda división B.

#### Queens Park Rangers
La pretemporada 2008-09 la inició con el primer equipo, pero el 30 de julio de 2008 se oficializó su cesión por un año al Queens Park Rangers de la Football League Championship (2.ª división inglesa). Antes de incorporarse a su nuevo destino disputó con el Real Madrid la Copa Emirates en Londres donde anotó un tanto ante el Hamburgo SV.
Según el presidente de honor, Alfredo Di Stéfano, Dani Parejo era la mayor joya de la cantera del club blanco. Di Stéfano, durante el tiempo que Parejo estuvo en el Queens Park Rangers, dejó de ir a ver al Real Madrid Castilla (equipo que juega en el estadio que lleva su nombre), ya que consideraba que era una gran pérdida su marcha al fútbol inglés.
En Inglaterra, disputó 18 partidos oficiales y dio dos asistencias, pero solo en media temporada porque en diciembre se anunció su vuelta a la primera plantilla del Real Madrid.

### Real Madrid
En la segunda vuelta de la temporada 2008/09 participó con el Real Madrid de Juande Ramos en los minutos finales de cinco partidos de Liga. Su debut en la categoría se produjo el 15 de febrero de 2009 en la 23.ª jornada frente al Real Sporting de Gijón en El Molinón, al sustituir a Sergio Ramos en el minuto 79.

### Getafe CF

#### 2009/10
En verano de 2009, fue traspasado al Getafe Club de Fútbol de Míchel González, donde jugaría las siguientes dos temporadas. Esa temporada 2009-10 fue la de su asentamiento definitivo en la máxima categoría, y como anécdota, en el partido Getafe-Real Madrid, metió un gol a su antiguo equipo con polémica, ya que los futbolistas blancos reclamaron falta de Dani al robar el balón a Casillas, pero luego se demostró que era legal. Su primer gol en la categoría fue en la 8.ª jornada, el 25 de octubre de 2009 frente al Athletic Club en el Coliseum de Getafe. Finalmente, cerró la temporada con 7 goles y 5 asistencias en 36 partidos oficiales, el último de los cuales fue en el Vicente Calderón cerrando la goleada 0-3 en la última jornada frente al Atlético de Madrid de Quique Sánchez Flores y el club azulón terminó en un histórico 6.º puesto clasificado para la Europa League.
El verano de 2010 el Real Madrid se propuso recomprar a Parejo, pero la clasificación europea del Getafe lo impidió, tras lo cual el club blanco fichó a jugadores de su posición, como Sergio Canales y Özil.

#### 2010-11
La temporada 2010-11 comenzó con la importante eliminatoria previa entre el Getafe y el APOEL Nicosia para clasificar a los madrileños por primera vez en su historia para disputar la Liga Europea de la UEFA. En la ida el 19 de agosto de 2010 hubo victoria azulona 1-0 en el Coliseum con gol marcado por Parejo, su primer gol en competición europea y también el primer gol europeo getafense. En la vuelta se empató 1-1 y finalmente el Getafe pasó a la fase final de la competición. Su primera gran actuación esta temporada fue en el partido de la 6.ª jornada frente al recién ascendido Hércules, que terminó con un contundente 3-0 y con una espectacular actuación de Parejo que consiguió el primer gol, dio la asistencia del segundo, y fabricó la contra del tercero.
El 12 de octubre, el diario deportivo "As", hizo público el interés del Atlético de Madrid por hacerse con sus servicios. Unas semanas más tarde, desde Italia llegaron rumores que situaban al jugador en el Palermo, tasandolo en 8-10 millones de euros. Poco después, el 24 de octubre, en el partido contra el Real Sporting de Gijón, sufrió una lesión que le mantendría fuera de los terrenos de juego durante un mes, perdiéndose partidos muy importantes como fueron tres de los últimos cuatro de la fase de grupos de la Europa League, o en liga contra el Athletic. Posteriormente reaparecería contra el Barcelona, jugando los últimos 30 minutos, sin poder evitar la contundente derrota 0-3 ante los culés.
En el partido en que enfrentó al club azulón contra el Real Madrid, al igual que sucediera la temporada pasada, consiguió un formidable gol, tras regatear de forma sutil al lateral del Madrid, Arbeloa y al pivote Diarra, para finalizar lanzando un tiro imparable a la derecha de Iker Casillas. Dicho partido finalizaría con el resultado de 2-3 favorable a los blancos. Tras el partido se acentuaron los rumores sobre el traspaso y el regreso de Parejo a la disciplina blanca.
El 10 de febrero, los altos mandos del Real Madrid, según informó el diario AS, confirmarían al Getafe que a final de la temporada ejercerían la opción de recompra, por 5 millones de euros. Para abaratar la operación, el Real Madrid podría incluir en la operación a jugadores del primer equipo como Sergio Canales o como la joven perla del Castilla, Álvaro Morata, siempre en calidad de cedido. Poco después se confirmó que el Real Madrid no ejercería la opción de recompra sobre el jugador, por lo que diversos clubes como el Valencia y el Atlético se interesaron por la situación del jugador. El Getafe llegó a un acuerdo el 4 de junio con el equipo "che" para su traspaso.

### Valencia CF

#### Primeros años

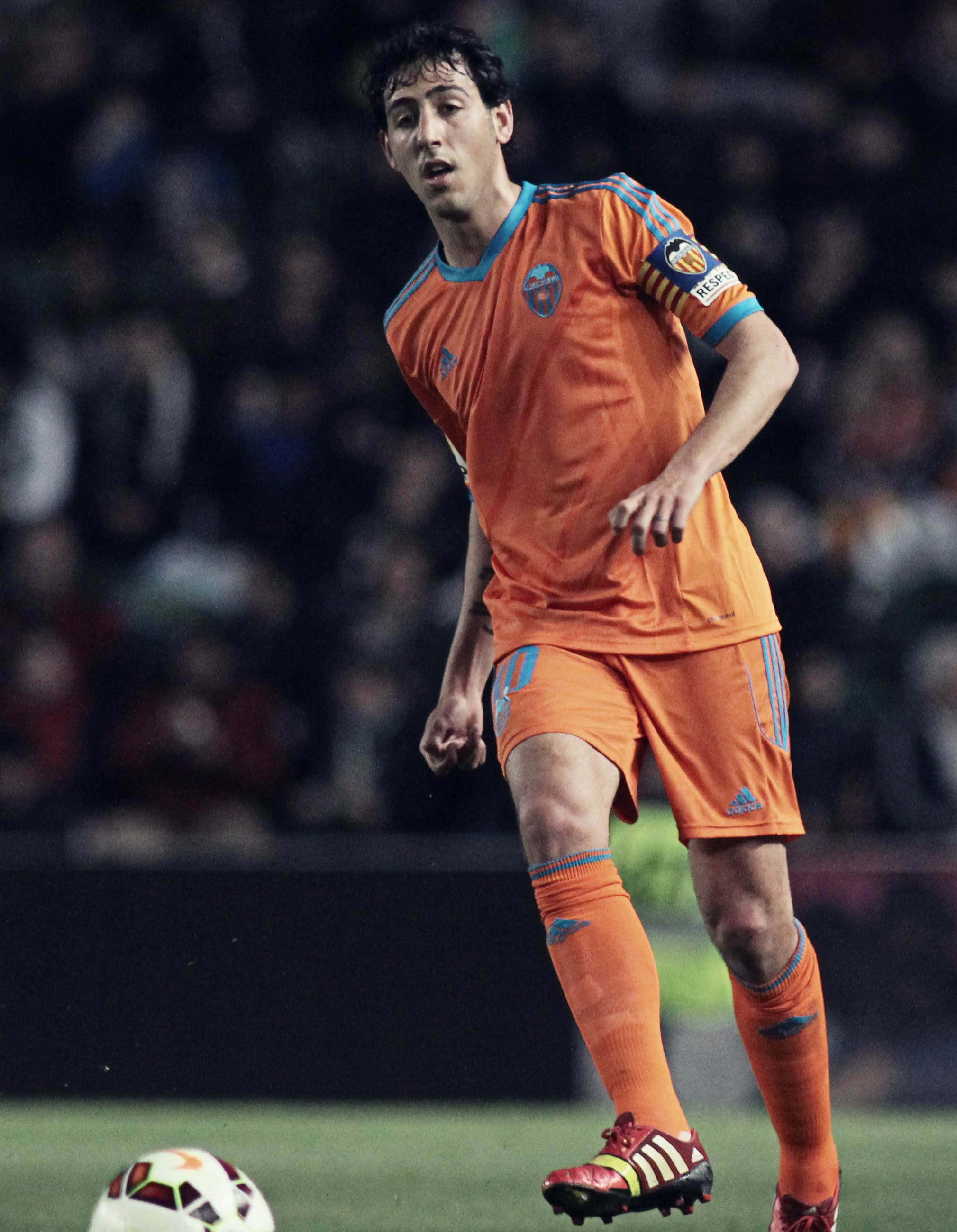
Dani Parejo como capitán valencianista en la temporada 2014-15

Tras llegar a un acuerdo entre el Getafe C. F. y el Valencia C. F., por una cantidad cercana a los 6 millones de euros más la cesión del portero Miguel Ángel Moyá y un partido amistoso, el internacional sub-21 firmaría por el club "che" por 5 temporadas. El Real Madrid incluyó una cláusula de opción de compra por un importe de 18 millones de euros al final de la primera temporada de contrato con el Valencia y de 15 millones al concluir la segunda.
Su primer partido con la camiseta del Valencia fue un amistoso contra el Leicester el 23 de junio de 2011, equipo con el que jugó la segunda parte del partido. Tras la falta de preparación, notó el cansancio, pero cumplió con creces, ya que en ningún momento se escondió, pedía el balón, distribuía en corto y en largo, y dejó detalles de su calidad, al hacer un "caño" a un jugador rival. Su debut oficial se produjo en Champions League el 13 de septiembre ante el KRC Genk en un empate 0-0, y el 15 de octubre el técnico Unai Emery le hizo debutar en Liga siendo titular ante el RCD Mallorca en la 8.ª jornada. No tuvo continuidad pero sí participó más durante la segunda vuelta del campeonato, llegando a participar en total en 30 partidos oficiales. Un episodio negativo lo sufrió en mayo de 2012 cuando dio positivo en un control de alcoholemia, por el que tuvo que pedir disculpas.
A pesar de todos los rumores finalmente no fue traspasado y permaneció en el equipo en la temporada 2012-13, con Mauricio Pellegrino como entrenador. Empezó a tener cierta continuidad, tras las lesiones de Éver Banega y Fernando Gago. Con la llegada del técnico Ernesto Valverde tuvo más minutos y se hizo con el puesto de titular indiscutible. Marcó su primer gol oficial como valencianista en Copa el 11 de diciembre de 2012 ante el Osasuna con un tiro libre por la escuadra, y su primer gol liguero fue el 20 de abril en Mestalla abriendo la goleada 5-1 ante el Málaga en la 32.ª jornada.
La temporada 2013-14 comenzó con Miroslav Djukic como entrenador. Parejo no tuvo la confianza del técnico serbio, y fue finalmente con Juan Antonio Pizzi cuando mostró su mejor nivel, logrando un gol en Liga Europa de la UEFA y 4 goles en Liga frente a Celta, Barcelona, Elche y Real Madrid. Su estreno como capitán fue en la 32.ª jornada frente al Real Valladolid y terminó la temporada con 5 goles y 7 asistencias.

#### Capitanía

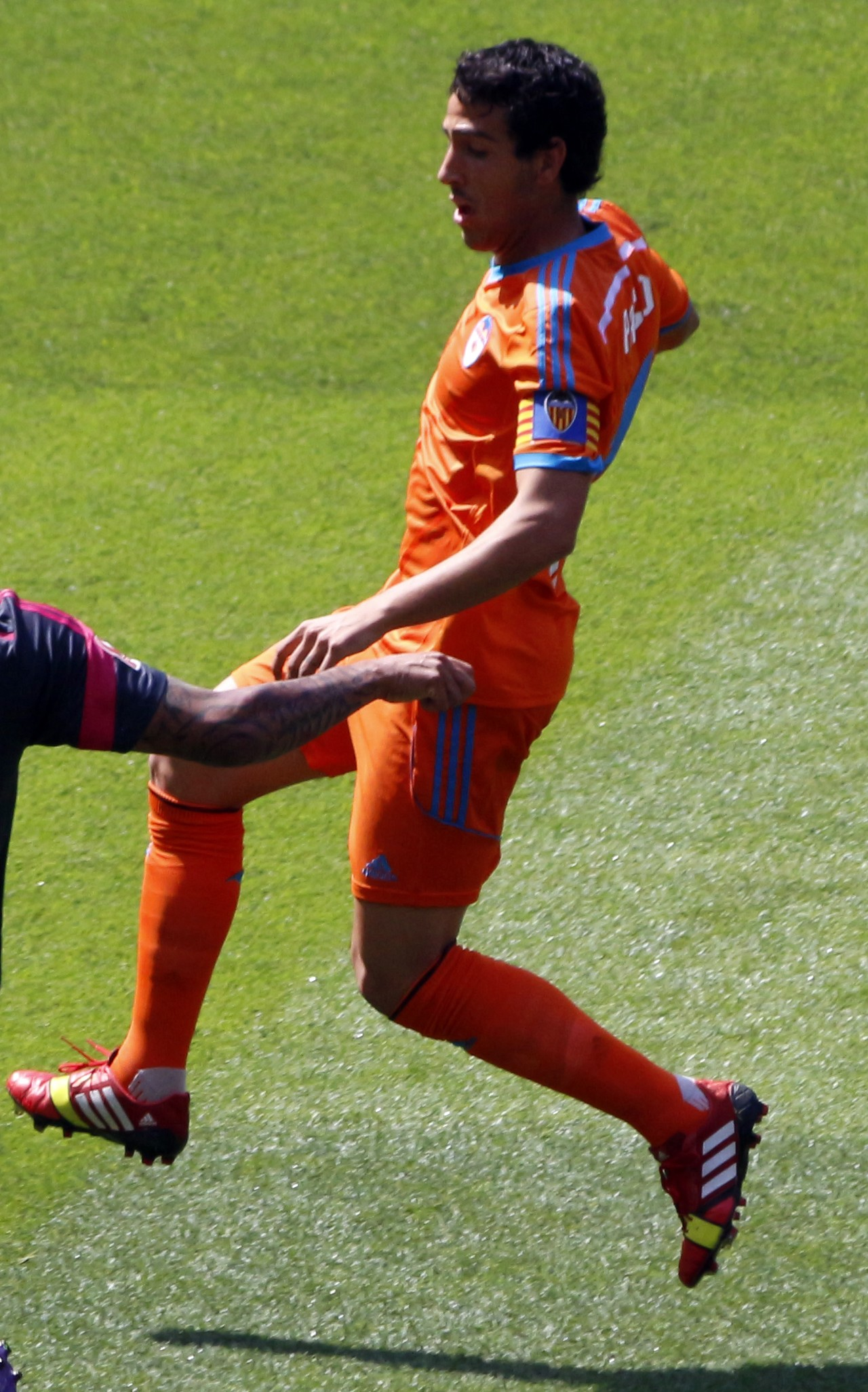
Parejo en un torneo amistoso de pretemporada frente al Benfica en verano de 2014.

Su gran temporada despertó el interés del Atlético de Madrid, pero el jugador estaba muy ilusionado con el nuevo proyecto del Valencia de Peter Lim a las órdenes del técnico Nuno Espírito Santo. Tras las marchas de jugadores importantes como Ricardo Costa, Jonas, Mathieu, Bernat y Guaita, Parejo fue nombrado primer capitán del equipo y completó una de sus mejores temporadas en la 2014-15.
El jugador sustituyó su dorsal '21' por el '10' que quedó libre tras la marcha de Banega. Su indiscutible presencia en los esquemas de Nuno lo convirtieron en una pieza fundamental en el centro del campo valencianista junto a sus compañeros André Gomes y Javi Fuego. Además explotó su faceta como goleador y fue el máximo anotador del equipo en liga con 12 tantos, por delante de Paco Alcácer y de Negredo. Sus goles y su juego en el centro del campo permitieron al Valencia alcanzar un disputado 4.º puesto logrando un récord de puntos para este puesto en la historia del fútbol español, 77 puntos.
Finalizaba contrato en 2016 y el club, con el mánager deportivo Rufete al frente, estaba abordando la renovación de su contrato. Tras la dimisión de este, pocos días después se oficializa su renovación hasta 2020 a instancias del técnico Nuno que asumió plenos poderes en el área deportiva. Su ficha aumentó hasta los 2,5 millones de euros por temporada.

#### Años difíciles
La temporada 2015-16 fue totalmente distinta y no llegó ni el juego ni los resultados. Siguió siendo una pieza fundamental en el once, sin sustituto claro en la plantilla y anotó 9 goles entre todas las competiciones, pero el pobre bagaje de los delanteros Alcácer, Negredo y Rodrigo, unido a la debilidad defensiva y al caótico fútbol desplegado con Nuno primero y con Gary Neville después, hicieron que el equipo llegara a las ocho últimas jornadas luchando por no acercarse a los puestos de descenso. El público de Mestalla abroncó en varios encuentros a técnicos y jugadores por el pésimo juego del equipo, y los galones que asumió Parejo en la temporada anterior le pasaron factura, unidos a la mejora de su contrato. Se acordó con el jugador quitarle la capitanía para que así tuviera menos presión y pudiera mostrar su fútbol ya con menos responsabilidad, pero siguió sin recuperar su mejor versión y la afición dudó en varias ocasiones de su entrega. Se publicó incluso que pidió a sus agentes una salida del club en el mercado de invierno ante la tensa situación del equipo y la mala relación del futbolista con la grada, y al finalizar la temporada tenía tomada la decisión de salir del equipo.
En la pretemporada 2016-17 fue incluso temporalmente apartado del equipo por el técnico Pako Ayestaran al querer forzar su salida, pero finalmente el centrocampista se disculpó con el técnico y compañeros por su comportamiento y volvió a ejercitarse con el equipo. La temporada fue casi catastrófica con el técnico destituido en la 4.ª jornada y luego con la llegada de Cesare Prandelli y su posterior dimisión a finales de diciembre. La capitanía fue para el argentino Enzo Pérez, compartida también con Dani en segundo lugar. Con o sin brazalete siguió siendo fijo para todos los técnicos esa temporada, y su rendimiento mejoró cuando Voro tomó las riendas del equipo. Aun así no escapó de algún escándalo al publicarse unas imágenes festivas del jugador en diciembre, por las que tuvo que disculparse. A final de temporada tenía tomada su decisión de salir del equipo.

#### Con Marcelino
En la pretemporada 2017-18, tras la llegada del técnico Marcelino García Toral y de Mateu Alemany, como director general, se produjo una importante renovación en la plantilla con salidas como las de Diego Alves y Enzo Pérez, pero el técnico no quiso desprenderse de Dani Parejo y le convenció para permanecer en el equipo. El centrocampista cambió en su actitud y aumentó su compromiso y mejoró su juego. Asumió de nuevo la capitanía, con mucho más sacrificado en tareas defensivas y la relación con la grada de Mestalla se recondujo temporalmente, llegando a ser ovacionado por la afición al ver que mejoró notablemente su entrega. Los resultados acompañaban y el equipo terminó 4.º con la clasificación asegurada para la Champions League, mientras que el jugador terminó con 8 goles y 10 asistencias en 42 partidos oficiales disputados.
La temporada del centenario valencianista (2018-19) en cambio no empezó nada bien ni para el equipo ni para el jugador. En plena negociación para ampliar su contrato el equipo empezó con muchas dudas tanto en el juego como en la efectividad, casi sin ganar partidos, y quizá con la peor versión del centrocampista en toda su etapa en el Valencia. En cambio el técnico Marcelino nunca dejó de creer en él y su titularidad y capitanía eran incuestionables. La afición volvió a centrar sus críticas en Parejo que vivía su octava temporada como valencianista. Las críticas cesaron con la llegada del año del centenario (2019), cuando los resultados mejoraron.
El 25 de mayo de 2019 tuvo una destacada participación en la final de la Copa del Rey contra el F. C. Barcelona, ayudando en la contención de Lionel Messi, reduciendo su impacto durante el partido, teniendo buenos robos de balón y aportando ofensivamente. Cayó lesionado durante el segundo tiempo. El partido terminó 1-2 a favor del Valencia, proclamándose campeones de la edición 2018-19.
El 12 de agosto de 2020 se hizo oficial su fichaje por el Villarreal C. F. para las siguientes cuatro temporadas.

### Villarreal CF
En su primera temporada en el Villarreal C. F. con Unai Emery al mando gana la Liga Europa de la UEFA tras vencer al Manchester United en la tanda de penaltis, el Villarreal quedó séptimo en liga, pero, accedió a la Liga de Campeones de la UEFA al ganar el título europeo.

## Selección nacional
Ha sido un regular en las categorías inferiores de la selección española destacando su participación el Europeo Sub-19 de 2007 en Austria el que ganaron la final ante Grecia, anotando el único gol de la final de falta directa. También participó con menos fortuna en el mismo torneo en 2008. Ha jugado en 12 ocasiones marcando 4 goles con la selección sub-21. Sin formar parte del equipo titular y saliendo de suplente en varios partidos, fue campeón de Europa con España de la Eurocopa Sub-21 de 2011.
El 27 de marzo de 2018 debutó con la selección absoluta de España en el partido disputado contra Argentina en el estadio Wanda metropolitano con victoria para España por 6-1.

## Estadísticas
Actualizado al último partido disputado el 25 de mayo de 2025.
| Club | Div.          | Temporada     | Liga  | Liga  | Copas nacionales(1) | Copas nacionales(1) | Copas internacionales(2) | Copas internacionales(2) | Total | Total |
| Club | Div.          | Temporada     | Part. | Goles | Part.               | Goles               | Part.                    | Goles                    | Part. | Goles |
| --- | ------------- | ------------- | ----- | ----- | ------------------- | ------------------- | ------------------------ | ------------------------ | ----- | ----- |
| Real Madrid Castilla C. F. · España | 2.ª           | 2006-07       | 4     | 1     | —                   | —                   | —                        | —                        | 4     | 1     |
| Real Madrid Castilla C. F. · España | 2.ª B         | 2007-08       | 33    | 10    | —                   | —                   | —                        | —                        | 33    | 10    |
| Real Madrid Castilla C. F. · España | Total club    | Total club    | 37    | 11    | 0                   | 0                   | 0                        | 0                        | 37    | 11    |
| Queens Park Rangers F. C. Inglaterra | 2.ª           | 2008-09       | 14    | 0     | 4                   | 0                   | —                        | —                        | 18    | 0     |
| Queens Park Rangers F. C. Inglaterra | Total club    | Total club    | 14    | 0     | 4                   | 0                   | 0                        | 0                        | 18    | 0     |
| Real Madrid C. F. · España | 1.ª           | 2008-09       | 5     | 0     | 0                   | 0                   | 0                        | 0                        | 5     | 0     |
| Real Madrid C. F. · España | Total club    | Total club    | 5     | 0     | 0                   | 0                   | 0                        | 0                        | 5     | 0     |
| Getafe C. F. · España | 1.ª           | 2009-10       | 28    | 6     | 8                   | 1                   | —                        | —                        | 36    | 7     |
| Getafe C. F. · España | 1.ª           | 2010-11       | 36    | 3     | 3                   | 0                   | 5                        | 1                        | 44    | 4     |
| Getafe C. F. · España | Total club    | Total club    | 64    | 9     | 11                  | 1                   | 5                        | 1                        | 80    | 11    |
| Valencia C. F. · España | 1.ª           | 2011-12       | 16    | 0     | 6                   | 0                   | 8                        | 0                        | 30    | 0     |
| Valencia C. F. · España | 1.ª           | 2012-13       | 27    | 1     | 4                   | 1                   | 5                        | 0                        | 36    | 2     |
| Valencia C. F. · España | 1.ª           | 2013-14       | 31    | 4     | 4                   | 0                   | 11                       | 1                        | 46    | 5     |
| Valencia C. F. · España | 1.ª           | 2014-15       | 34    | 11    | 3                   | 0                   | —                        | —                        | 37    | 11    |
| Valencia C. F. · España | 1.ª           | 2015-16       | 33    | 8     | 6                   | 1                   | 11                       | 2                        | 50    | 11    |
| Valencia C. F. · España | 1.ª           | 2016-17       | 36    | 5     | 3                   | 1                   | —                        | —                        | 39    | 6     |
| Valencia C. F. · España | 1.ª           | 2017-18       | 34    | 7     | 8                   | 1                   | —                        | —                        | 42    | 8     |
| Valencia C. F. · España | 1.ª           | 2018-19       | 36    | 9     | 8                   | 0                   | 12                       | 1                        | 56    | 10    |
| Valencia C. F. · España | 1.ª           | 2019-20       | 35    | 8     | 4                   | 1                   | 8                        | 1                        | 47    | 10    |
| Valencia C. F. · España | Total club    | Total club    | 282   | 53    | 46                  | 5                   | 55                       | 5                        | 383   | 63    |
| Villarreal C. F. · España | 1.ª           | 2020-21       | 36    | 3     | 5                   | 0                   | 12                       | 0                        | 53    | 3     |
| Villarreal C. F. · España | 1.ª           | 2021-22       | 33    | 2     | 1                   | 0                   | 12                       | 1                        | 46    | 3     |
| Villarreal C. F. · España | 1.ª           | 2022-23       | 37    | 3     | 4                   | 0                   | 9                        | 0                        | 50    | 3     |
| Villarreal C. F. · España | 1.ª           | 2023-24       | 33    | 3     | 2                   | 0                   | 7                        | 1                        | 42    | 4     |
| Villarreal C. F. · España | 1.ª           | 2024-25       | 36    | 3     | 2                   | 0                   | —                        | —                        | 38    | 3     |
| Villarreal C. F. · España | Total club    | Total club    | 175   | 14    | 14                  | 0                   | 40                       | 2                        | 229   | 16    |
| Total carrera | Total carrera | Total carrera | 577   | 87    | 75                  | 6                   | 100                      | 8                        | 752   | 101   |
| (1) Incluye datos de la Copa del Rey, la Copa de la Liga de Inglaterra y la Supercopa de España. (2) Incluye datos de la Liga Europa de la UEFA, la Liga de Campeones de la UEFA y la Liga Europa Conferencia de la UEFA. |               |               |       |       |                     |                     |                          |                          |       |       |

### Selección nacional
| Título               | Equipo | Sede      | Año  | Partidos | Goles |
| -------------------- | ------ | --------- | ---- | -------- | ----- |
| Europeo Sub-19       | España | Austria   | 2007 | 10       | 1     |
| Juegos Mediterráneos | España | Italia    | 2009 | 7        | 1     |
| Europeo Sub-21       | España | Dinamarca | 2011 | 19       | 5     |

## Palmarés

### Campeonatos nacionales
| Título       | Club           | País   | Año     |
| ------------ | -------------- | ------ | ------- |
| Copa del Rey | Valencia C. F. | España | 2018-19 |

### Campeonatos internacionales
| Título                 | Club             | Sede   | Año  |
| ---------------------- | ---------------- | ------ | ---- |
| Liga Europa de la UEFA | Villarreal C. F. | Gdansk | 2021 |